# Ratu Boko
Ratu Boko, o Palau de Ratu Boko, és un jaciment arqueològic de Java. Es troba en un altiplà, a uns tres quilòmetres al sud del conjunt de temples de Prambanan, a Yogyakarta, Indonèsia. Els habitants autòctons, però, l'anomenen en honor al rei Boko, el llegendari rei esmentat en el folklore de Roro Jonggrang. En javanés, Ratu Baka significa 'Rei cigonya'.
El jaciment s'estén per 16 hectàrees i inclou dos llogarets (Dawung i Sambireja) dels pobles de Bokoharjo i Prambanan, del kabupaten de Sleman. En notable contrast amb altres llocs del període clàssic de Java Central i Yogyakarta, que són ruïnes de temples, Ratu Boko degué ser d'un lloc de residència, tot i que se'n desconeix la funció precisa. Potser fou un conjunt palatí que pertanyia als reis de Sailendra o de Mataram, que també construïren temples a la plana de Kewu. Les ruïnes de Ratu Boko denoten un palau fortificat que evidencia un romanent de muralles fortificades i el fossat sec defensiu. Hi ha restes d'assentaments també a la rodalia de Ratu Boko. Aquest lloc està situat a 196 m sobre el nivell de la mar: al punt més alt del paratge hi ha un petit pavelló des del qual es pot veure una vista panoràmica del Temple de Prambanan amb la muntanya Merapi de fons.